# Новолож
Новолож (мар. Нольвож) — деревня в Оршанском районе Республики Марий Эл. Входит в состав Шулкинского сельского поселения.

## География
Находится в северной части республики Марий Эл на расстоянии приблизительно 23 км по прямой на северо-восток от районного центра посёлка Оршанка.

## История
Основана в конце XVIII века переселенцами из Нолинского уезда Вятской губернии. Впервые упоминается в 1829 году. Тогда в деревне Нольвож насчитывалось 7 дворов, 85 жителей. В 1866 году в 8 дворах проживали 124 человека, в 1891 году 30 дворов и 190 жителей, мари, в 1920 48 и 242 соответственно, в 1949 49 и 230. В 2003 году числилось 26 домов. В советское время работали колхозы «Йошкар пеледыш», им. Калинина, «Красная речка», им. Крупской и позднее «Лужбеляк».

## Население
Население составляло 84 человека (мари 93 %) в 2002 году, 76 в 2010.